# 宋佳 (1962年)
宋佳（1962年5月11日—），中国大陆女演员，毕业于上海戏剧学院，傳媒稱為大宋佳。中国民主建国会会员。

## 演艺经历
1983年，在上海戏剧学院就读的宋佳凭电影《秋天的印象》出道。
1984年主演了牛犇导演的14集电视剧《蛙女》。同年，在沈耀亭导演的电影《淘金王》中饰演主角小露珠。
1987年，在史蜀君执导的电视连续剧《月朦胧鸟朦胧》（琼瑶著作）中饰演主角裴欣桐。
1990年，再次在史蜀君的琼瑶电影《庭院深深》饰演角色章含烟，并获得第13届大众电影百花奖最佳女主角。
1991年，在《落山风》担任女主角素碧，梅开二度获得第14届大众电影百花奖最佳女主角。
1992年，电影《寡妇十日谈》开拍，宋佳饰演女一号杨梅。这部影片由肖风任导演和摄像，并在沈从文故居拍摄。
1994年，她淡出中国影视圈，息影去美国耶鲁大学编导系进修。赴美国期間，接觸了剛崛起的網際網路創業熱潮，投資之後將相關理念引入中國大陸，成為早期中國網路創業者。
1996年，从美国回国，自筹资金拍摄7集电视连续剧《嫂娘》，兼任主演和制片人，并出演女主角张敏。这部影片获得第二十届中国电视剧飞天奖（1999年度）中篇电视剧一等奖和第18届中国电视金鹰奖（2000年）中短篇连续剧（最佳奖），以及中宣部“五个一工程奖”等多项大奖。
2003年，在电视剧《尘埃落定》中，因出演“土司太太”这一角色获得中国电视金鹰奖“观众最喜爱的女演员奖”和“最具人气奖”。
2007年，参与了《北平往事》的拍摄，同年又在范元导演的电视剧《如歌的岁月》中扮演角色秋卉。
2009年，出演电视剧《牛朗织女》。
2011年，在电视剧《大地情深》中扮演角色沈思奇，同年又在电视剧《等你回家》中担任主演。
2013年，在钟少雄导演的电视剧《隋唐演义》中和严宽等演员合作，饰演了角色独孤伽罗。
2015年，和吕丽萍、孙海英夫妇合作，出演了杨玄导演的台湾电视剧《传承》。
2018年3月，入选《中国电视剧60年大系•人物卷》 。

## 获奖作品
| 奖项名称                                   | 获奖时间 | 获奖影片         | 获奖情况 |
| ------------------------------------------ | -------- | ---------------- | -------- |
| 第13届 大众电影百花奖 最佳女主角           | 1990     | 《庭院深深》主演 | 获奖     |
| 第14届 大众电影百花奖 最佳女主角           | 1991     | 《落山风》主演   | 获奖     |
| 第14届 小百花奖故事片 女演员特别奖         | 1992     | 《紫痕》主演     | 获奖     |
| 第20届 中国电视剧飞天奖 优秀女演员奖       | 2001     | 《嫂娘》主演     | 获奖     |
| 第20届 中国电视剧飞天奖 中篇电视剧一等奖   | 2001     | 《嫂娘》制片     | 获奖     |
| 第21届 中国电视金鹰奖 观众喜爱的女演员奖   | 2003     | 《尘埃落定》主演 | 获奖     |
| 第4届 中国金鹰电视艺术节 最具人气女演员奖] | 2003     | 《尘埃落定》主演 | 获奖     |

## 影视作品
| 年度   | 类型     | 片名               | 角色         | 備註                   |
| 1983年 | 电 影    | 秋天的印象         | 喬宛君       |                        |
| 1984年 | 电视剧   | 蛙女               | 蛙女母亲     |                        |
| 1985年 | 电 影    | 淘金王             | 小露珠       |                        |
| 1986年 | 电 影    | 黑蜻蜓             | 周 磊        |                        |
| 1986年 | 电视剧   | 月朦胧鸟朦胧       | 裴欣桐       |                        |
| 1986年 | 电 影    | 中華英雄           | 小 芮        |                        |
| 1988年 | 电 影    | 無敵小子           |              |                        |
| 1989年 | 电 影    | 庭院深深           | 方絲縈       |                        |
| 1990年 | 电 影    | 落山風             | 素 碧        |                        |
| 1991年 | 电 影    | 紫痕               | 羅斑娣       |                        |
| 1992年 | 电视剧   | 皇城根兒           |              |                        |
| 1994年 | 电 影    | 遺落荒原的愛       | 文 秀        |                        |
| 1994年 | 电 影    | 寡婦十日談         | 楊 梅        |                        |
| 1998年 | 电视剧   | 嫂娘               | 张 敏        |                        |
| 1999年 | 电视剧   | 蓝色妖姬           | 黄莉斯       |                        |
| 2000年 | 电视剧   | 秦始皇             | 趙 姬        |                        |
| 2002年 | 电视剧   | 保卫爱情           | 谢玉兰       |                        |
| 2003年 | 电视剧   | 塵埃落定           | 麥其吐司太太 |                        |
| 2003年 | 电视剧   | 天剑群侠           | 唐 母        |                        |
| 2004年 | 电视剧   | 四號女監           |              |                        |
| 2004年 | 电视剧   | 逆水寒             | 傅晚晴       |                        |
| 2005年 | 电视剧   | 雄关遗梦           | 李冰云       | 又名《阴阳关、阴阳梦》 |
| 2006年 | 电视剧   | 大明天下           | 客巴巴       |                        |
| 2007年 | 电视剧   | 北平小姐           | 袁秀英       |                        |
| 2007年 | 电视剧   | 上海王             | 辛黛玉       |                        |
| 2012年 | 电视剧   | 大地情深           | 沈思奇       |                        |
| 2013年 | 电视剧   | 隋唐演義           | 獨孤伽羅     |                        |
| 2013年 | 电视剧   | 西厢记             | 崔夫人       |                        |
| 2013年 | 电视剧   | 等你回家           | 肖婧茹       |                        |
| 2013年 | 电视剧   | 女人的武器         | 白杨         |                        |
| 2014年 | 电视剧   | 历史转折中的邓小平 | 曹慧         |                        |
| 2014年 | 電影     | 青春鬥             |              |                        |
| 2016年 | 电视剧   | 左轮手枪           | 绣娘         |                        |
| 2016年 | 月明三更 | 李二娘             | 2011年拍攝   |                        |
| 2022年 | 电视剧   | 从爱情到幸福       | 顾母         | 2014年拍攝             |
| 未播映 | 电视剧   | 风雨               | 唐夫人       | 2011年拍攝             |

## 音乐作品（单曲）
1984年，《蛙女》主题曲，《淘金王》主题曲，并因此获首届“十佳”影视歌手；
1987年，《月朦胧鸟朦胧》（电视连续剧《月朦胧鸟朦胧》主题曲）；
1998年，《嫂娘的歌》（电视连续剧《嫂娘》主题曲）；

## 个人生活
1983年，宋佳与京剧大师张君秋之子、著名京剧表演艺术家張學津结婚。1988年女儿张楚楚出生。1997年两人离婚。
2005年，宋佳儿子宋帅帅出生。
宋佳的第二任丈夫是比利时高级语言培训师史蒂芬·库肯斯，两人于2017年结婚。

## 外部連結
- 中國影視資料館